# Diga di Narufuchi
La diga di Narufuchi (鳴淵ダム?, Narufuchi damu) è una diga a Sasaguri, nella prefettura di Fukuoka, in Giappone.